# アテルイ (劇団☆新感線の舞台)
『アテルイ』は、2002年に劇団☆新感線が上演した舞台劇である。
2015年、『阿弖流為（アテルイ）』の題で歌舞伎化された。

## 概要
2002年8月、新橋演舞場にてInouekabuki shochiku-mixとして上演。市川染五郎（現・松本幸四郎）と劇団☆新感線がタッグを組んだ『阿修羅城の瞳』（2000年）に続く、Inouekabuki shochiku-mix第二弾となる。
阿弖流為という題材は、もともと市川染五郎が歌舞伎にしたいと温めていた企画だったという。それに演出のいのうえひでのりや脚本の中島かずきらが関心を示し、上演に至った。
本作は作品賞として第2回朝日舞台芸術賞・秋元松代賞を受賞。また戯曲は第47回岸田國士戯曲賞を受賞した。
2015年には、『阿弖流為』の題で歌舞伎化。新ジャンル「歌舞伎NEXT」を銘打った第1弾として上演された。演出・いのうえひでのり、脚本・中島かずきの他にも、劇団☆新感線のスタッフが多く参加した。新感線ならではの壮大なドラマやド派手なアクションはそのままに、歌舞伎俳優によって体現された歌舞伎の様式美が融合し、新感覚のエンターテインメントを作った。「舞伎NEXT」はその後、2024年に第二弾として『朧の森に棲む鬼』を上演した。
2016年には、シネマ歌舞伎の第24弾として劇場公開された。

## ストーリー
古き時代。帝(みかど)の血族が祟り神となり、更に新しき都が生まれる、そんな時代。
都の守護役についていた武士、坂上田村麻呂(さかのうえのたむらまろ)と踊り女、鈴鹿(すずか)の前に現れる”北の狼”と名乗る謎の男。彼は蝦夷の長の息子、阿弖流為(アテルイ)だった。
阿弖流為と田村麻呂との間には奇妙な友情が生まれる。
己の血の叫びに従い北に帰る阿弖流為は、一族の長として成長していく。一方、田村麻呂には、蝦夷討伐の切り札として征夷大将軍の命がくだった。
北の英雄阿弖流為と、征夷大将軍田村麻呂。二人の宿命の対決に向けて運命の歯車はゆっくりと回っていくのだった。

## スタッフ
- 作：中島かずき
- 演出：いのうえひでのり

## キャスト
- 阿弖流為：市川染五郎
- 坂上田村麻呂利仁：堤真一
- 鈴鹿／釼明丸：水野美紀
- 立烏帽子：西牟田恵
- 紀布留部：植本潤
- 佐渡馬黒縄：橋本じゅん
- 飛連通：粟根まこと
- 大嶽：逆木圭一郎
- 無碍随鏡：右近健一
- 阿久津高麻呂／覆面男1：河野まさと
- 赤頭：インディ高橋
- 青頭：礒野慎吾
- 丸頭：村木仁
- 大伴糠持／覆面男2：吉田メタル
- 阿毛斗：村木よし子
- 薊：山本カナコ
- 阿毛留：中谷さとみ
- 阿毛志：保坂エマ
- 翔連通：川原正嗣
- 闇器：前田悟
- 御霊御前：金久美子
- 蛮甲：渡辺いっけい

## 上演データ
- 2002年8月5日 - 28日（新橋演舞場）

## 歌舞伎版
2015年7月5日から27日まで、新橋演舞場にて、『阿弖流為（アテルイ）』の題で上演。2015年10月3日から17日まで大阪松竹座でも上演。新ジャンル「歌舞伎NEXT」を銘打った第1弾。
2016年6月からは「シネマ歌舞伎」として劇場公開も実施された。

### 配役
- 阿弖流為：市川染五郎
- 坂上田村麻呂利仁：中村勘九郎
- 立烏帽子/鈴鹿：中村七之助
- 阿毛斗：坂東新悟
- 飛連通：大谷廣太郎
- 翔連通：中村鶴松
- 佐渡馬黒縄：市村橘太郎
- 無碍随鏡：澤村宗之助
- 蛮甲：片岡亀蔵
- 御霊御前：市村萬次郎
- 藤原稀継：坂東彌十郎

## 戯曲
- 中島かずき『アテルイ』K.Nakashima selection Vol.6（2002年8月 論創社）ISBN 4-8460-0468-6
- 中島かずき『阿弖流為』K.Nakashima Selection Vol.23（2015年7月 論創社）ISBN 978-4-8460-1457-5